# Asia Satellite Telecommunications
Asia Satellite Telecommunications Co., Ltd. (Asiasat) — телекоммуникационная компания, являющаяся оператором спутников связи серии Asiasat.

## История компании
Компания была создана в феврале 1988 года в Гонконге, как открытое акционерное общество и стала первым частным оператором коммерческой региональной системы спутниковой связи в Азии, который построил и эксплуатирует систему спутниковой связи «Asiasat». На конец 1997 года 268 905 000 акций (68.95 %) принадлежали компании «Bowenvale Limited», которая, в свою очередь, в равных долях принадлежит компаниям Able Star Associates Limited, Cable and Wireless pic и Dontech Limited. Able Star являлась 100-процентной дочкой Международной трастово-инвестиционной корпорации Китая (China International Trust and Investment Corp.). Cable and Wireless pic являлась британской телекоммуникационной компанией, a Dontech Limited представляла собой многоступенчатое дочернее предприятие, контролируемое китайскими или гонконгскими компаниями. В мае 1996 года в связи с предстоявшей передачей Гонконга Китаю, Asiasat была перерегистрирована на Бермудских островах. Несмотря на это, обозреватели расценивали компанию как китайскую. В частности НАСА сводках Группы орбитальной информации указывало госпринадлежность спутников Asiasat — КНР.

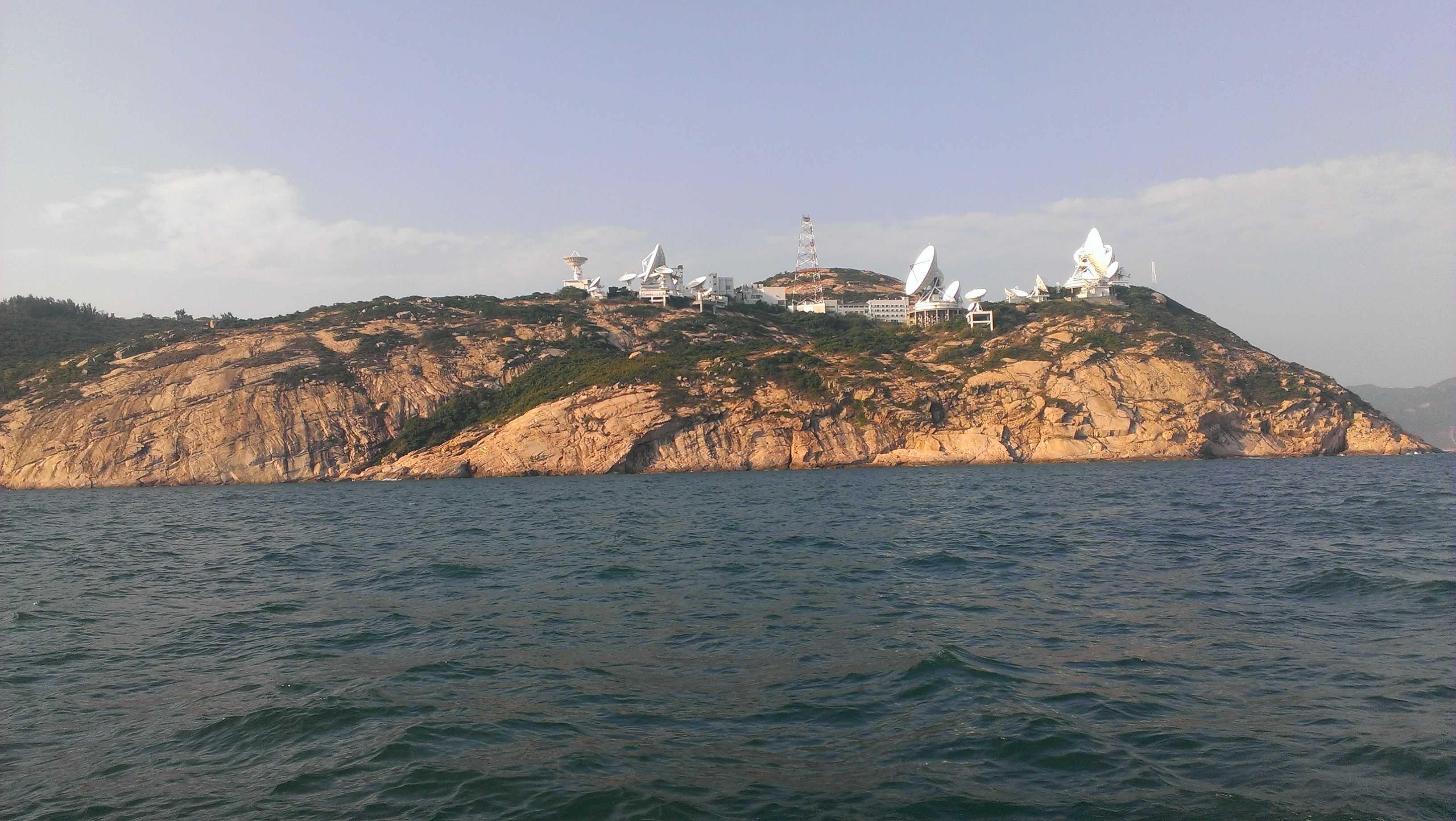
Наземная часть телекоммуникационной системы Asiasat на полуострове Стэнли